# Tasahlite
Cette page contient des caractères spéciaux ou non latins. S’ils s’affichent mal (▯, ?, etc.), consultez la page d’aide Unicode.
 (janvier 2016).
Si vous disposez d'ouvrages ou d'articles de référence ou si vous connaissez des sites web de qualité traitant du thème abordé ici, merci de compléter l'article en donnant les références utiles à sa vérifiabilité et en les liant à la section « Notes et références ».
Le Tasahlite ou kabyle du sahel (en berbère ⵜⴰⵙⴰⵃⵍⵉⵜ Tasaḥlit) est un ensemble de dialectes berbères spécifique à la partie berbérophone du massif des Babors en Kabylie (Nord-est de la Wilaya Sétif), du Sahel-est de la wilaya de Béjaïa, et de l'extrême ouest et sud -ouest de la wilaya Jijel , qui se désigne elle-même comme "Isahliyen / Asahliyen (masculin)", "Tisahliyan / Tisahliyin (féminin)" - les habitant(e)s du Littoral-. Toutefois, certains préfèrent désigner leur langue par le nom de leur tribu ou de leur région, comme c'est le cas à Amoucha, Aokas, Kherrata, dont les dialectes sont sensiblement différents. Les langues berbères pratiquées à partir du sud de Kherrata sont quant à elles classées comme appartenant au dialecte chaoui des Amouchas.

## Localisation
Ces locuteurs berbérophones occupent les régions extrême-orientales de la Kabylie et septentrionales du pays chaoui : 
- Communes orientales de la wilaya de Béjaïa telles que Melbou, Aokas, Souk El Ténine, Kherrata. Schématiquement, on considère que le tasahlit est parlé à partir de la commune de Tizi N'Berber allant vers l'est, même si les villages d'Aït Slimane, d'Aït Melloul et d'Aït Amrous relevant des communes de Boukhelifa et Tichy dont le parler est plutôt le kabyle bougiotte, ont aussi quelques singularités proches du tasahlit.
- Communes occidentales de la wilaya de Jijel telles que Ziama-Mansouriah, Erraguène.
- Le nord-est de la wilaya de Sétif tels que Amoucha & Tizi N'Bechar (variante chaoui des Amouchas), Babor, Oued El Barad, Aït Tizi.

Ces territoires correspondent historiquement à celui de certaines fractions de la confédération berbère médiévale des Kutamas dont le territoire s'étend sur le littoral nord-est algérien jusqu'aux limites Est de la ville de Annaba (Bône).

## Caractéristiques
Les spécificités du parler dit tasaḥlit en comparaison aux variantes Kabyle (taqbaylit) et Chaoui (hacawit) - pourtant du même voisinage - sont nombreuses. Elles sont d'ordre syntaxique (absence de prétérit négatif, valeurs des différentes particules d'aoristes, etc.), phonétique (quasi absence de consonnes affriquées, phénomènes de correspondance  /r/ > /l/ et /i/ > /a/, etc.), mais aussi lexical (une part significative du lexique de base ne correspondant pas à celui des variantes voisines, voir liste ci-dessous). Cette variante de la langue tamazight-nord comporte en son sein même différents parlers marqués par leurs proximités géographiques respectives avec les variantes voisines : au nord avec la langue kabyle et au sud avec le chaoui. 
En tasahlite la négation se pose de différentes manières : ul ... ula (par exemple dans le parler des Aït Mhend d'Aokas) ; ul ... ani (par exemple dans le parler des Aït Meraï à Kheratta) ; ul ... ka (parlers des Aït Segoual à Melbou, des Aït Nabet, Aït Ali et Aït Issad à Ziama-Mansouriah) ; ul ... kra (Ait smail). Au lieu de ur ... ara pour le Kabyle, et ul ... ča pour le chaoui. Parfois on utilise un seul morphème (selon les localités : attḥa ; ḥa ; ula ; xa ; axa, etc.) en début de phrase afin d'exprimer la négation, par exemple attḥa ẓraɣ (je ne vois pas)
Très peu d'études ont à ce jour été menées sur cette variante du berbère, encore pratiquement inconnue. Ce qui conduit beaucoup de ses locuteurs - en situation d'insécurité linguistique intense - , à l'abandonner au profit de l'arabe dialectal algérien, ou des variantes voisines plus prestigieuses (c'est le cas des habitants de certains villages à Tichy, qui abandonnent petit à petit les singularités de leurs parlers pour le kabyle de Bejaia).

## Phonologie

### Voyelles
Tout comme le Kabyle, le Tasahlite comporte trois voyelles, plus une voyelle neutre e :
- a est moins ouvert qu'en français, entre le « a » et le « e » [æ]
- i se prononce entre le « i » [i] et le « é » français [e]
- u se prononce « ou » [u].

Le son e [ə] (comme dans l'anglais « children »), appelé ilem, est un schwa. Il n'est pas considéré comme une véritable voyelle, mais a pour but de faciliter la lecture. Historiquement, il est le résultat d'une réduction ou d'une fusion des trois voyelles. La réalisation phonétique des voyelles est influencée par les consonnes voisines. Par exemple, les consonnes emphatiques entraînent une prononciation plus ouverte : aẓru (pierre) se lit [az̴ru] tandis qu' amud (grain) donne [æmud].

### Consonnes
- En tasahlite la consonne "ţ"(ts) est prononcée comme un T ordinaire, contrairement à ce qui est courant chez les autres Kabyles.

## Liste Swadesh de tasahlit
| No  | français                  | Tasaḥlit (parler des Aït Bouyoucef)                     |
| 1   | je                        | nəkk(inaŧ)                                              |
| 2   | tu                        | šəkk(inaŧ) m, šəm(inaŧ) f                               |
| 3   | il                        | nətta m, nəttaŧ f                                       |
| 4   | nous                      | nəçni(m/ŧ) m, nəkkənti(m/ŧ) f                           |
| 5   | vous (pluriel)            | kunwi(m/ŧ) m, kunəmti(m/ŧ) f                            |
| 6   | ils                       | nuhni(m/ŧ) m, nuhənti(m/ŧ) f                            |
| 7   | ceci, celui-ci            | =a(d)                                                   |
| 8   | cela, celui-là            | =ənn                                                    |
| 9   | ici                       | da                                                      |
| 10  | là                        | da(ha)                                                  |
| 11  | qui                       | mənhu interrogatif (> ar.)                              |
| 12  | quoi                      | ašu interrogatif (> ar.), maŧa                          |
| 13  | où                        | ani(g) interrogatif                                     |
| 14  | quand                     | ayuq interrogatif (> ar.)                               |
| 15  | comment                   | amanəç interrogatif aməç interrogatif anəç interrogatif |
| 16  | ne ... pas                | ul … ula                                                |
| 17  | tout                      | çra illan məṛṛa (> ar.)                                 |
| 18  | beaucoup                  | aguđay, xiṛəlla ŧaçəččawŧ (fam.)                        |
| 19  | quelques                  | çra                                                     |
| 20  | peu                       | drus, çraçra                                            |
| 21  | autre                     | nniṭən                                                  |
| 22  | un                        | yiǧǧ m, ŧict f                                          |
| 23  | deux                      | sin m, snaŧ f                                           |
| 24  | trois                     | ŧlaŧa (> ar.)                                           |
| 25  | quatre                    | rəƀaʕ (> ar.)                                           |
| 26  | cinq                      | xəmsa (> ar.)                                           |
| 27  | grand                     | agaɛmir, ameqqran                                       |
| 28  | long                      | açəmlan (ar.)                                           |
| 29  | large                     | ahrawan                                                 |
| 30  | épais                     | azəhran                                                 |
| 31  | lourd                     | aẓayan                                                  |
| 32  | petit                     | aƀəstuħ, aƀəztut                                        |
| 33  | court                     | agəzlan                                                 |
| 34  | étroit                    | krəẓ, diyyeq (> ar.)                                    |
| 35  | mince                     | areqqaq (> ar.)                                         |
| 36  | femme                     | ŧaməṭṭuŧ                                                |
| 37  | homme (mâle adulte)       | argaz                                                   |
| 38  | homme (être humain)       | amđan, asini, lʕəƀđ (> ar.)                             |
| 39  | enfant                    | aməččuç m, ŧaməččuçŧ f                                  |
| 40  | femme (épouse)            | ŧaməṭṭuŧ, lʕayal (> ar.), ŧamɣarŧ                       |
| 41  | mari                      | argaz, amɣar                                            |
| 42  | mère                      | imma, immi                                              |
| 43  | père                      | ƀaƀa,                                                   |
| 44  | animal                    | lwaħš (> ar.)                                           |
| 45  | poisson                   | aħitaw (> ar.)                                          |
| 46  | oiseau                    | agṭiṭ                                                   |
| 47  | chien                     | aydi                                                    |
| 48  | pou                       | ŧilçitt                                                 |
| 49  | serpent                   | azrəm                                                   |
| 50  | ver                       | ŧaçəččawŧ (larve) azermammuṭ (vers de terre)            |
| 51  | arbre                     | ŧasəṭṭa                                                 |
| 52  | forêt                     | amađaɣ                                                  |
| 53  | bâton                     | açəššuṭ                                                 |
| 54  | fruit                     | aḥəbbuy (> ar.)                                         |
| 55  | graine                    | aɛəqqa                                                  |
| 56  | feuille (d’un végétal)    | ifər                                                    |
| 57  | racine                    | aẓar                                                    |
| 58  | écorce                    | aqšuṛ (> ar.)                                           |
| 59  | fleur                     | ŧarəllušt                                               |
| 60  | herbe                     | leḥšiš (> ar.)                                          |
| 61  | corde                     | amrar                                                   |
| 62  | peau                      | aglim                                                   |
| 63  | viande                    | açsum                                                   |
| 64  | sang                      | iđammən                                                 |
| 65  | os                        | aʕəkkur                                                 |
| 66  | graisse                   | ŧassəmt                                                 |
| 67  | œuf                       | ŧaməllalt                                               |
| 68  | corne                     | iššəw                                                   |
| 69  | queue (d'un animal)       | ŧađfart, ŧaƀaryutt                                      |
| 70  | plume (d'un oiseau)       | ašənšaw                                                 |
| 71  | cheveux                   | inəẓdan, azəkkut                                        |
| 72  | tête                      | açərçur, ixəf                                           |
| 73  | oreille                   | iməžž                                                   |
| 74  | œil                       | ŧiṭṭ                                                    |
| 75  | nez                       | inzər                                                   |
| 76  | bouche                    | amamuš                                                  |
| 77  | dent                      | ŧiɣməst                                                 |
| 78  | langue (organe)           | alḥaḥ                                                   |
| 79  | ongle                     | iššər                                                   |
| 80  | pied                      | aṭaṛ                                                    |
| 81  | jambe                     | aɣanim uṭaṛ                                             |
| 82  | genou                     | afud                                                    |
| 83  | main                      | afus                                                    |
| 84  | aile                      | ašṭaṭ (> ar.), tiferrett                                |
| 85  | ventre                    | lçərš (> ar.), aɛebbuṭ                                  |
| 86  | entrailles, intestins     | ižəɣdan                                                 |
| 87  | cou                       | agərgiṭ                                                 |
| 88  | dos                       | ŧiwwa                                                   |
| 89  | poitrine                  | idmarən                                                 |
| 90  | cœur (organe)             | ul                                                      |
| 91  | foie                      | tassa                                                   |
| 92  | boire                     | asu                                                     |
| 93  | manger                    | əčč                                                     |
| 94  | mordre                    | çrəš (> ar.)                                            |
| 95  | sucer                     | summ                                                    |
| 96  | cracher                   | susəf                                                   |
| 97  | vomir                     | ərr                                                     |
| 98  | souffler                  | suṭ                                                     |
| 99  | respirer                  | sneffes (> ar. ?)                                       |
| 100 | rire                      | ṭadsa                                                   |
| 101 | voir                      | sigg                                                    |
| 102 | entendre                  | asəl                                                    |
| 103 | savoir                    | ssən                                                    |
| 104 | penser                    | ssnəzgəm                                                |
| 105 | sentir (odorat)           | ssriħ (> ar.)                                           |
| 106 | craindre                  | gged                                                    |
| 107 | dormir                    | ṭṭəs                                                    |
| 108 | vivre                     | ddər                                                    |
| 109 | mourir                    | mmət                                                    |
| 110 | tuer                      | əɣɣ                                                     |
| 111 | se battre                 | nnuɣ                                                    |
| 112 | chasser (le gibier)       | ṣəyyəd, (> ar.) ṣṭad (> ar.)                            |
| 113 | frapper                   | uŧ                                                      |
| 114 | couper                    | gzəm                                                    |
| 115 | fendre                    | fŧəç (> ar.)                                            |
| 116 | poignarder                | uŧ s lmus                                               |
| 117 | gratter                   | çrəṭ                                                    |
| 118 | creuser                   | aɣəz                                                    |
| 119 | nager                     | ɛum (> ar.)                                             |
| 120 | voler (dans l'air)        | ffərfər                                                 |
| 121 | marcher                   | ddu                                                     |
| 122 | venir                     | as                                                      |
| 123 | s'étendre, être étendu    | ssu                                                     |
| 124 | s'asseoir, être assis     | qqim                                                    |
| 125 | se lever, se tenir debout | kkər                                                    |
| 126 | tourner (intransitif)     | griwəl                                                  |
| 127 | tomber                    | ɣli                                                     |
| 128 | donner                    | əçf                                                     |
| 129 | tenir                     | ṭṭəf                                                    |
| 130 | serrer, presser           | çrəs                                                    |
| 131 | frotter                   | ħukk (> ar.)                                            |
| 132 | laver                     | ssirəd                                                  |
| 133 | essuyer                   | sfeṭ                                                    |
| 134 | tirer                     | žƀəđ (> ar.)                                            |
| 135 | pousser                   | gƀi                                                     |
| 136 | jeter, lancer             | agər                                                    |
| 137 | lier                      | zdi                                                     |
| 138 | coudre                    | xəyyəṭ (> ar.)                                          |
| 139 | compter                   | ḥsəƀ (> ar.)                                            |
| 140 | dire                      | ini                                                     |
| 141 | chanter                   | šnu                                                     |
| 142 | jouer (s'amuser)          | irar                                                    |
| 143 | flotter                   | -                                                       |
| 144 | couler (liquide)          | zrirəg                                                  |
| 145 | geler                     | ggures                                                  |
| 146 | gonfler (intransitif)     | awəf                                                    |
| 147 | soleil                    | ŧafuçŧ                                                  |
| 148 | lune                      | ayyur                                                   |
| 149 | étoile                    | iŧri                                                    |
| 150 | eau                       | aman                                                    |
| 151 | pluie                     | aɣəbbaṛ (> ar.)                                         |
| 152 | rivière                   | asif                                                    |
| 153 | lac                       | amda                                                    |
| 154 | mer                       | azəgza                                                  |
| 155 | sel                       | ləmləḥ (> ar.)                                          |
| 156 | pierre                    | arṣif                                                   |
| 157 | sable                     | ṛṛməl (> ar.)                                           |
| 158 | poussière                 | ŧakka                                                   |
| 159 | terre (sol)               | açal                                                    |
| 160 | nuage                     | asəgna                                                  |
| 161 | brouillard                | aguḥ                                                    |
| 162 | ciel                      | tignawt                                                 |
| 163 | vent                      | aṭu                                                     |
| 164 | neige                     | adfəl                                                   |
| 165 | glace                     | agrus                                                   |
| 166 | fumée                     | ddəxxan (> ar.)                                         |
| 167 | feu                       | lʕafit (> ar.)                                          |
| 168 | cendre                    | iɣuɣad                                                  |
| 169 | brûler (intransitif)      | ħreq (> ar.)                                            |
| 170 | route                     | aƀriđ (> ar.)                                           |
| 171 | montagne                  | adrar                                                   |
| 172 | rouge                     | azəggaɣ                                                 |
| 173 | vert                      | aħšayši (> ar.)                                         |
| 174 | jaune                     | awṛaɣ                                                   |
| 175 | blanc                     | aməllal                                                 |
| 176 | noir                      | aƀərçan                                                 |
| 177 | nuit                      | iṭ                                                      |
| 178 | jour                      | ass                                                     |
| 179 | an, année                 | asəggas                                                 |
| 180 | chaud (température)       | ħmu (> ar.), zɣəl                                       |
| 181 | froid (température)       | səmməṭ                                                  |
| 182 | plein                     | ččur                                                    |
| 183 | nouveau                   | aždid (> ar.)                                           |
| 184 | vieux                     | aqdim (> ar.)                                           |
| 185 | bon                       | lʕali (> ar.)                                           |
| 186 | mauvais                   | hwah (> ar.)                                            |
| 187 | pourri                    | rçu                                                     |
| 188 | sale                      | njan, ṭlu (< ar.)                                       |
| 189 | droit (rectiligne)        | ṣub (> ar.)                                             |
| 190 | rond                      | ŧamgadalŧ, amdaddaṛ (> ar.)                             |
| 191 | tranchant                 | aqəṭɛan (> ar.)                                         |
| 192 | émoussé                   | ssrəħ (> ar.)                                           |
| 193 | lisse                     | sləƀ                                                    |
| 194 | mouillé, humide           | ƀzəg                                                    |
| 195 | sec                       | aquran                                                  |
| 196 | juste, correct            | aṣħiħ (> ar.)                                           |
| 197 | près                      | qṛəƀ (> ar.)                                            |
| 198 | loin                      | ƀʕəd (> ar.)                                            |
| 199 | droite                    | ayəffus                                                 |
| 200 | gauche                    | ašəlwaħ                                                 |
| 201 | à                         | i                                                       |
| 202 | dans                      | g                                                       |
| 203 | avec (ensemble)           | d đid                                                   |
| 204 | et                        | d đid, u (> ar.)                                        |
| 205 | si (condition)            | luxan (> ar.)                                           |
| 206 | parce que                 | siç                                                     |
| 207 | nom                       | lisəm (> ar.)                                           |

203

## Djeha et le «Bouzellouf»
| Tasahlit | Taqbaylit | Français |
| --- | --- | --- |
| Yiǧǧen ubrid, Jeḥḥa ikfa-yas-ed i baba-nnes fṛank, amek da seɣ azellaf. Isɣa-ya, icca aksum-is meṛṛa, qqimen dayen iɛekran. Iwwi-yas-ed i baba-nnes. Ma y-iẓra inna-yas : " d acu d waha ? " Inna-yas : " d azellaf". -Ay amcum, ayen-hen imejjan-is ? - Ttuɣ-a d amjuj. -Ayen-hent taṭṭiwan-is ? - Ttuɣ-a d buderɣul. -Ayen-hu ales-is ? - Ttuɣ-a d agugam. -D tasrat n ukerkur-is ayen-hi? - Ttuɣ-a d aṣelduɛ. | Yiwen webrid, Ǧeḥḥa yefka-yas-ed i baba-s frank, i wakken ad yaɣ buzelluf. Yuɣa-t, yečča aksum-ines akk°, teqqim kan lǧifa. Yewwi-yas-ed i baba-s. Mi t-yeẓra yenna-yas : " d acu d wagi ? " Yenna-yas : " d buzelluf". -Ay amcum, anda llan imeẓẓuɣen-ines ? - Yella d aɛeẓẓug. -Anda llan allen-is ? - Yella d aderɣal. - Anda yella yiles-is ? - Yella d agugam. -D weglim weqerru-yines anda yella ? - Yella d aferḍas. | Un jour, le père de Jehha lui a donné un franc, pour qu'il achète une tête de mouton. Il l'a acheté, ensuite il a mangé toutes la viande. Seule une carcasse vide a été laissée, il l'apporta à son père. Puis, quand il aperçut, il s'écria: «Qu'est-ce que c'est? Jehha a répondu: « la tête d'un mouton". - vilain, où sont ses oreilles (du mouton) ? -Il était sourd. -Où sont ses yeux ? -Il était aveugle. -Où est sa langue ? -Il était muet. -Et la peau de sa tête, où est-elle ? -Il était chauve. |